# Kəlbənd
Kəlbənd è un comune dell'Azerbaigian situato nel distretto di İsmayıllı. Conta una popolazione di 812 abitanti.